# 陳嘉輝
陳嘉輝（英語：Chan Ka Fai；1963年6月13日—），英屬香港出生，現為無綫電視部頭合約男藝員。太太是女藝人梁小冰。陳嘉輝為無綫電視一九八零年代力捧小生，廣為人知的是他曾主持兒童節目《430穿梭機》。

## 簡歷
陳嘉輝有1姊2弟，早年就讀天主教慈幼會伍少梅中學（1980年中五），在校時曾以90分獲得第28屆香港學校朗誦節中二男子英語詩詞獨誦冠軍。後來畢業於香港理工大學土木工程系，曾在政府土木工程署任職工程監督，因為偶然拍了一個大型廣告而入行。
他在1986年被無綫電視羅致旗下，成為合約藝員。入行初期即被重用，於「430穿梭機」當兒童節目主持。之後電視台開拍新處境喜劇「都市方程式」時，陳嘉輝被選中為第一男主角與郭富城合演。
1990年，他與張衛健、林文龍以及劉錫明被力捧為「太陽之子」。自此便被編入戲劇組參與演出各類型不同的角色；時裝劇有《大城小警》、《飛星尋龍》、《我為錢狂》、《三喜臨門》、《灰網》等，民初劇有《天機》、《我係黃飛鴻》、《螳螂小子》等，古裝劇有《白髮魔女傳》、《小李飛刀》、《獨臂刀客》、《孝感動天》、《聊齋》等劇集的男主角。
陳嘉輝於1996年曾轉往馬來西亞發展。
於2000年拍攝劇集《新梁山伯祝英台》後開始紅遍中港台三地。
他在2014年返回無綫，簽約成為無綫電視部頭合約藝人，此前曾是亞洲電視的藝員。

## 家庭生活
陳嘉輝目前已婚，配偶為女星梁小冰，並於2000年3月4日結婚。

## 作品
- 《再親我好媽》[10]飾演莫家偉
- 《迷》飾Sam哥[7]
- 《孝感動天》[7]
- 《我係黃飛鴻》飾男主角[11]
- 《螳螂小子》飾男主角[11]
- 《430穿梭機》主持[12]
- 《金宵大廈》飾忠廣[13]
- 《少年梁祝》[12]
- 《守護神之保險調查》[14]
- 《異搜店》飾韓昇[15]
- 《青春不要臉》飾柳福[16]
- 《特技人》飾秦振國[17]
- 《破毒強人》飾總警司[11]
- 《殺戮江湖》飾蕭鴻[18]
- 《福爾摩師奶》飾高明[19]
- 《為食開心果》主持[20]
- 《降魔的2.0》[21]
- 《天使之城》[22]
- 《大醬園》[21]
- 《大帥哥》飾梁政清[23]
- 《點解遊埠咁好玩》主持[24]
- 《逆天奇案2》飾徐仁達[12]
- 《都市方程式》飾男主角[7]
- 《平安谷之詭谷傳說》飾尚堯[25]
- 《飛星尋龍》[26]
- 《我為錢狂》[26]
- 《陰陽對》飾阿榮[27]
- 《三喜臨門》[26]
- 《激戰》[28]
- 《灰網》[26]
- 《白髮魔女傳》[26]
- 《大城小警》[29]
- 《天機》飾承武[30]
- 《小李飛刀》[26]
- 《異空感應》[26]
- 《是咁的，法官閣下》[11]
- 《包青天再起風雲》[11]
- 《梁山伯與祝英台》飾馬文才[7]
- 《我係黃飛鴻》[7]
- 《張保仔》飾四貝勒[7]
- 《愛回家之開心速遞》飾朱展[11]
- 《兄兄我我》[8]
- 《美麗戰場》飾馬文才[11]
- 《你好，我的大夫》飾程安生
- 《異空感應》飾邢有山
- 《寒戰》[31]
- 《刑偵12》飾郝烔
- 《執法者們》飾林志文
- 《麻雀樂團》飾宋揚